# Hinzweiler
Hinzweiler là một đô thị thuộc huyện Kusel, bang Rheinland-Pfalz, phía tây nước Đức. Đô thị Hinzweiler có diện tích 5,32 km², dân số thời điểm ngày 31 tháng 12 năm 2006 là 416 người.